# Всесвітній ісламський конгрес (організація)
Всесві́тній ісла́мський конгре́с (ВІК), також відомий як Всесві́тній мусульма́нський конгре́с (ВМК) (араб. مؤتمر العالم الإسلامي), є ісламською організацією зі штаб-квартирою в Карачі. Вона має офіси в Женеві, Джидді та Відні. Нинішнім президентом є Абдулла бін Омер Нассіф.
Одним зі співзасновників і генеральним секретарем ВІК протягом більш ніж чотирьох десятиліть був Інамулла Хан (1912-1997). 1987 року Всесвітній ісламський конгрес був нагороджений Премією миру Нівано, а Інамулла Хан - Премією Темплтона в 1988 році.

## Історія
Організація була заснована в Карачі в 1949 році, після створення Пакистану в 1947 році. Мохаммед Амін аль-Хусейні, Великий муфтій Єрусалиму, головував на конференції і був обраний президентом конгресу.
Коріння конгресу, офіційно заснованого в 1949 році, можна простежити до конгресу, організованого Абд аль-Азізом ібн Саудом в 1926 році в Мецці, незабаром після окупації Мекки і Медини Ібн Саудом. Він сподівався отримати ісламську санкцію на управління святинями, але натомість зіткнувся з різною критикою, що не дозволило йому скликати ще одне подібне зібрання. Мухаммед Амін аль-Хусейні також був помітною фігурою на цьому з'їзді.
За словами Хусейна Хаккані, у 1949 році Всесвітня мусульманська конференція, спонсорована урядом Пакистану для просування панісламізму, на чолі з палестинським Великим муфтієм Аміном аль-Хусейні, призвела до утворення Всесвітнього мусульманського конгресу, який відтоді відіграв значну роль у формуванні мусульманської "ментальності жертви", що вплинула на глобальний ісламістський рух.
Згідно зі збереженим протоколом, Саїд Рамадан з'явився як "генеральний секретар" Всесвітнього мусульманського конгресу перед комісією з будівництва мечеті Фрайман в Мюнхені в 1958 році і передав від імені організації пожертвування в розмірі 1000 німецьких марок.